# Andrea Schober
Andrea Schober (* 10. März 1964 in München), auch Andrea Popadic, ist eine deutsche Schauspielerin.

## Werdegang
In ihrer Jugend übernahm sie Kinderrollen in Filmen Rainer Werner Fassbinders, so die Hauptrolle der gehbehinderten Angela Christ in Chinesisches Roulette (1976). Später war Schober in weiteren Produktionen in Film und Fernsehen zu sehen.

## Filmografie

### Kino
- 1972: Händler der vier Jahreszeiten
- 1972: Kinderarzt Dr. Fröhlich
- 1974: Fontane Effi Briest
- 1974: Zwei himmlische Dickschädel
- 1976: Chinesisches Roulette
- 1977: Adolf und Marlene
- 1979: Dir muss er ja nicht gefallen (Kurzfilm)
- 1983: Die Schaukel
- 1985: Die Küken kommen
- 1985: Das Wunder
- 1990: Eine Frau namens Harry

### Fernsehen
- 1972: Acht Stunden sind kein Tag (4 Folgen)
- 1974: Griseldis
- 1974: Unser Walter (2 Folgen)
- 1977: Also es war so...
- 1978: Ausgerissen! Was nun? (1 Folge)
- 1981: Der Gerichtsvollzieher (1 Folge)
- 1982: Beim Bund (1 Folge)
- 1982: Tränen im Kakao
- 1985: Die Schwarzwaldklinik (1 Folge)
- 1987: Hans im Glück (1 Folge)
- 1989: Mein Butler und ich
- 1989: Wie du mir...
- 1991: Derrick (1 Folge)
- 1992: Glückliche Reise (1 Folge)
- 1987–2012: Der Landarzt (66 Folgen)

### Theater
- 1982: Die Kaktusblüte